# The Freesound Project
A Freesound Project egy szabad licencű kezdeményezés különböző hangminták gyűjtésére. A projekt webszájtjára feltöltött audiofájlok között található a sima felvételektől kezdve, a különféle elektronikus effektekig szinte bármi. Minden hangminta a Creative Commons Sampling Plus 1.0-ás licenc feltételei mellett használható fel.

## Története
A Freesound Project hivatalosan 2005. április 5-én indult összefüggésben az egy évvel korábbi ICMC-vel (International Computer Music Conference). A projekt irányítása a barcelonai Pompeu Fabra egyetemen működő Music Technology Group feladata. Valószínűleg Children of Men című amerikai film volt az első komolyabb produkció, amely felhasználta a Freesound Project által közzétett szabad hangmintát. A hangminta egy üvöltés volt, melynek forrását a film végén látható főcímben fel is tüntetik.

## Működése
A weblap felépítése lehetővé teszi az audiofájlok egyszerű kategorizálását és kezelését. A Sampling Plus licenc lehetővé teszi az egyes hanganyagokból történő mintavételt, vagy a hangminta megváltoztatását, így egy-egy alap mintából több különböző származtatott hangfájl is készülhet; a rendszer ezeket is kezeli. Ugyanígy engedélyezett az anyagok egy az egyben történő lemásolása is. A licenc megköti ugyanakkor, hogy egy alap hangmintát felhasználó új minta létrehozásakor minden esetben fel kell tüntetni az eredeti anyag szerzőjét is.

## Szoftveres háttér
A projekt honlapja PHP alapú és a Music Technology Group fejlesztése. A felület és a keresőmotor az alábbi különleges lehetőségekkel rendelkezik:
- A keresések egy szerűsítése automatikusan generált szemantikus leírók segítségével.[6]
- WordNet alapú taxonómia a „legközelebbi szomszéd” alapú kereséshez.[7]
- „Spectral centroid” hanghullám kijelzés.[8]

A weblap az alábbi internetes technológiák felhasználásával készült:
- PHP
- MySQL adatbázis
- Smarty felület-motor
- getID3() PHP-függvénykönyvtár
- phpBB üzenőfelület

## Külső hivatkozások
- Hivatalos honlap (angol)
- The Freesound Project & ccMixter (angol)
- Hangminta.lap.hu (magyar)